# 小樹苗教育出版社
小樹苗教育出版社（英語：Sesame Publication），為一間已結業的香港出版社，於1988年成立，主要出版兒童圖書。
2021年10月，小樹苗教育出版社宣布會在同年12月31日結業。